# 南気仙沼駅
南気仙沼駅（みなみけせんぬまえき）は、宮城県気仙沼市仲町にある、東日本旅客鉄道（JR東日本）気仙沼線BRTのバス停留所である。元々は同社の気仙沼線の鉄道駅であった。

## 歴史
- 1957年（昭和32年）2月11日：日本国有鉄道（国鉄）気仙沼線の駅として開業（気仙沼駅 - 気仙沼港駅間の貨物支線上に気仙沼線の分岐点として新設）[1]。気仙沼駅長管理。
- 1975年（昭和50年）4月1日：南気仙沼駅長が配置され、管理駅となる。
- 1979年（昭和54年）11月1日：貨物支線が廃止[1]。
- 1984年（昭和59年）2月1日：荷物扱いを廃止[1]。
- 1986年（昭和61年）11月1日：駅員無配置駅となり[2]、南気仙沼駅長が廃止され、気仙沼駅長管理下となる（駅員配置は気仙沼駅派遣により継続）。
- 1987年（昭和62年）4月1日：国鉄分割民営化により、JR東日本の駅となる[1]。
- 1990年代前半：JR気仙沼旅行センターを設置。
- 2003年（平成15年）春頃：交換設備を撤去。
- 2007年（平成19年）4月1日：キヨスクが閉店。
- 2011年（平成23年）3月11日：東日本大震災（東北地方太平洋沖地震）による津波と火災で甚大な被害を受ける[3]。
- 2012年（平成24年）8月20日：BRTで仮復旧。駅を市立病院近くの県道上に移設し、南気仙沼（市立病院入口）駅となる[報道 1]。
- 2017年（平成29年）11月2日：市立病院の移転に伴い、市立病院入口の副駅名を外す。
- 2020年（令和2年）
  - 3月14日：バス専用道の延伸に伴い、専用道上に駅を移設[報道 2][新聞 1][新聞 2]。
  - 4月1日：柳津駅 - 気仙沼駅間の鉄道事業廃止により、鉄道駅としては廃駅となる[報道 3][報道 4]。
- 2021年（令和3年）10月29日：屋外ベンチの設置、駅舎内の装飾などのフォトスポット化を実施[報道 5]。

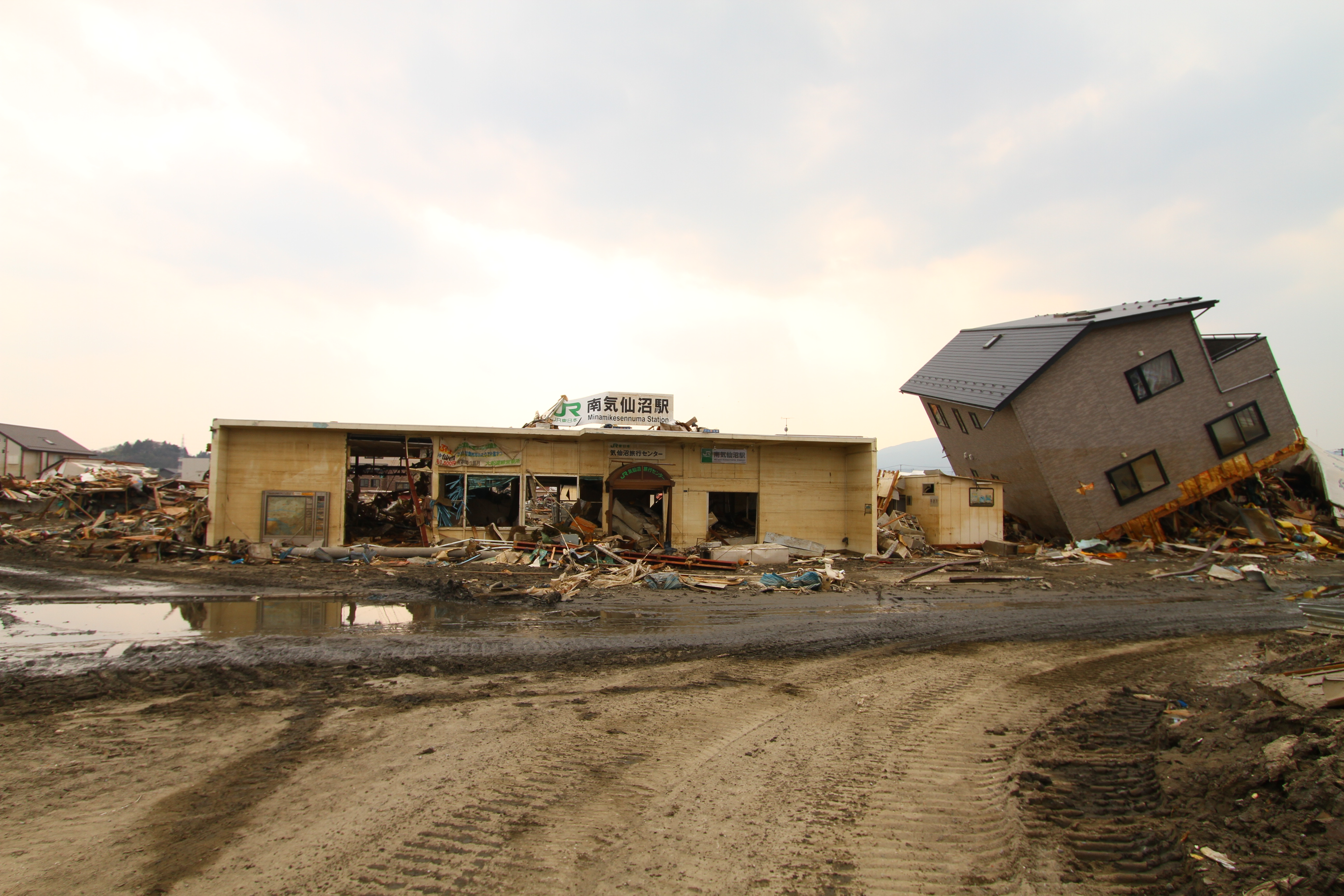
震災被害を受けた駅（2011年3月）
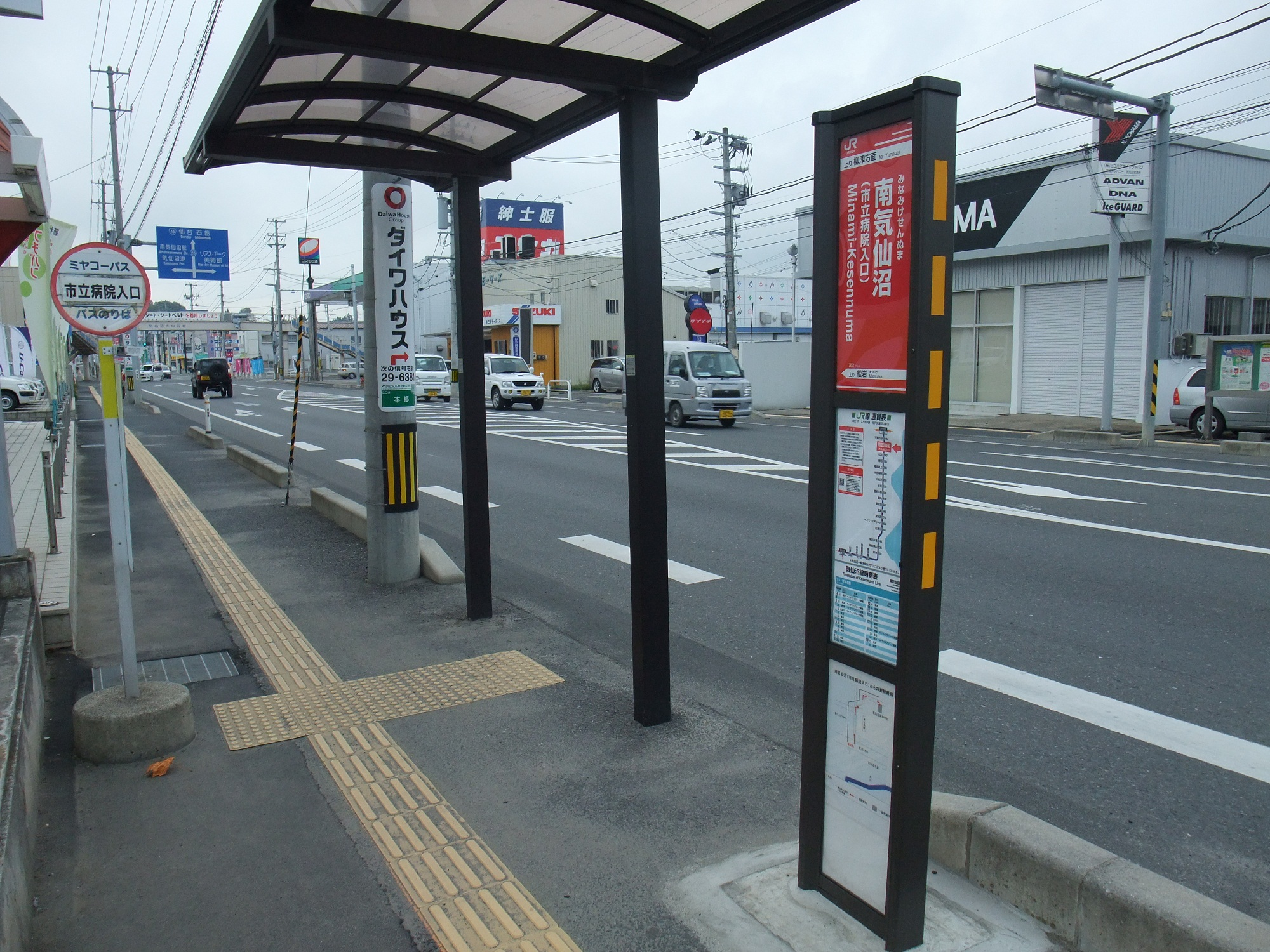
一般道上に設置されていた時代のBRTのりば（2012年9月）

## 駅構造
専用道の延伸時に、旧駅舎の所在していた場所に設置された。
柳津方面・気仙沼方面の乗降場が相対して設置され、上下の便が交換可能になっている。柳津方面行き乗降場に駅舎が設けられ、待合室・バスロケーションシステムのモニター・男女トイレ・多目的トイレが設置されている。赤岩港方に専用道から駅前広場への出入口があり、気仙沼市立病院経由便の出入りに使われる。
円筒形の大型駅舎は、かつて志津川駅や大船渡線BRTの陸前高田駅で同型の駅舎が使用されていたが、いずれも駅の移設に伴って使用されなくなっている。
BRTの運行開始時は（旧）気仙沼市立病院近くの県道上（現・ミヤコーバス「田谷本郷」停留所と同位置）に設置されていた。

### 鉄道運用時
被災時点では単式ホーム1面1線を有する地上駅であったが、以前は1面2線であった。
みどりの窓口・自動券売機・JR気仙沼旅行センター設置。駅業務はJR気仙沼旅行センター所属の社員が兼務する形にて行われていた。気仙沼駅管理。

## 利用状況
JR東日本によると、2023年度（令和5年度）の1日平均乗車人員は79人である。
2000年度（平成12年度）以降の推移は以下のとおりである。なお、気仙沼線は東日本大震災後にBRTによる復旧をしたため、2011年度（平成23年度）以前の統計は鉄道運行時のものとなる。
| 1日平均乗車人員推移 | 1日平均乗車人員推移 | 1日平均乗車人員推移 | 1日平均乗車人員推移 |
| 年度                | 鉄道                | BRT                 | 出典                |
| ------------------- | ------------------- | ------------------- | ------------------- |
| 2000年（平成12年）  | 453                 | 未開業              | [ 鉄道 1 ]          |
| 2001年（平成13年）  | 419                 | 未開業              | [ 鉄道 2 ]          |
| 2002年（平成14年）  | 379                 | 未開業              | [ 鉄道 3 ]          |
| 2003年（平成15年）  | 382                 | 未開業              | [ 鉄道 4 ]          |
| 2004年（平成16年）  | 395                 | 未開業              | [ 鉄道 5 ]          |
| 2005年（平成17年）  | 275                 | 未開業              | [ 鉄道 6 ]          |
| 2006年（平成18年）  | 262                 | 未開業              | [ 鉄道 7 ]          |
| 2007年（平成19年）  | 260                 | 未開業              | [ 鉄道 8 ]          |
| 2008年（平成20年）  | 266                 | 未開業              | [ 鉄道 9 ]          |
| 2009年（平成21年）  | 271                 | 未開業              | [ 鉄道 10 ]         |
| 2010年（平成22年）  | 251                 | 未開業              | [ 鉄道 11 ]         |
| 2011年（平成23年）  | 運休                | 未開業              |                     |
| 2012年（平成24年）  | 運休                | 未開業              |                     |
| 2013年（平成25年）  | 運休                | 110                 | [ BRT 2 ]           |
| 2014年（平成26年）  | 運休                | 119                 | [ BRT 3 ]           |
| 2015年（平成27年）  | 運休                | 119                 | [ BRT 4 ]           |
| 2016年（平成28年）  | 運休                | 111                 | [ BRT 5 ]           |
| 2017年（平成29年）  | 運休                | 107                 | [ BRT 6 ]           |
| 2018年（平成30年）  | 運休                | 99                  | [ BRT 7 ]           |
| 2019年（令和元年）  | 運休                | 99                  | [ BRT 8 ]           |
| 2020年（令和02年）  | 廃止                | 56                  | [ BRT 9 ]           |
| 2021年（令和03年）  | 廃止                | 60                  | [ BRT 10 ]          |
| 2022年（令和04年）  | 廃止                | 66                  | [ BRT 11 ]          |
| 2023年（令和05年）  | 廃止                | 79                  | [ BRT 1 ]           |

## 駅周辺
震災後、区画整理ののち町の再建が進められている。駅周辺に複数の災害公営住宅が整備されたほか、中央公民館や運動施設、公園など公共施設の整備が進められ、商業施設も徐々に増加している。
気仙沼市魚市場や観光施設「海の市」へは、当駅から北東へ徒歩10分ほどである。
- 気仙沼市魚市場
- 海の市
  - シャークミュージアム
  - 氷の水族館
- 気仙沼信用金庫内の脇支店
- 気仙沼仲町郵便局
- 気仙沼中央公民館
- ミヤコーバス気仙沼営業所
- ミヤコーバス・市内循環バス「南気仙沼駅」停留所

## その他
2021年（令和3年）5月 - 10月に放送されたNHK連続テレビ小説「おかえりモネ」では、専用道へ移転後の当駅で撮影されたシーンが登場した（第21回、2021年6月14日放送）。

## 隣の停留所
東日本旅客鉄道（JR東日本）
■気仙沼線BRT
専用道経由
赤岩港駅 - 南気仙沼駅 - 不動の沢駅
一般道経由
気仙沼市立病院駅 - 南気仙沼駅 - 不動の沢駅

### かつて存在した鉄道路線
事業者名は廃止時点のものである。
東日本旅客鉄道（JR東日本）
■気仙沼線
松岩駅 - 南気仙沼駅 - 不動の沢駅
日本国有鉄道
気仙沼線（貨物支線）
南気仙沼駅 - 気仙沼港駅

### 記事本文

#### 報道発表資料
1. ↑  「気仙沼線における暫定的なサービス提供開始について (PDF)」（プレスリリース）、東日本旅客鉄道仙台支社／東日本旅客鉄道盛岡支社、2012年7月18日。2013年6月19日時点のオリジナル (PDF)よりアーカイブ。2024年1月5日閲覧。
2. ↑  「気仙沼線BRT・大船渡線BRTダイヤ改正について (PDF)」（プレスリリース）、東日本旅客鉄道盛岡支社／東日本旅客鉄道仙台支社、2020年1月22日。2020年1月23日時点のオリジナル (PDF)よりアーカイブ。2020年1月23日閲覧。
3. ↑  「気仙沼線（柳津～気仙沼間）及び大船渡線（気仙沼～盛間）における鉄道事業の廃止の日の繰上げの届出について (PDF)」（プレスリリース）、東日本旅客鉄道、2020年1月31日。2020年2月6日閲覧。
4. ↑  「鉄道事業の廃止の届出に係る廃止の日の繰上げについて (PDF)」（プレスリリース）、国土交通省東北運輸局、2020年1月29日。2020年2月1日時点のオリジナル (PDF)よりアーカイブ。2020年2月6日閲覧。
5. ↑  「南気仙沼駅をフォトスポット化し、気仙沼エリアを盛り上げます！ (PDF)」（プレスリリース）、東日本旅客鉄道盛岡支社、2021年10月27日。2021年10月30日閲覧。

#### 新聞記事
1. ↑  「気仙沼線BRT「赤岩港駅」 20年春に新設」『河北新報』2019年10月10日。オリジナルの2019年10月10日時点におけるアーカイブ。2019年11月7日閲覧。
2. ↑  「新「南駅」が供用開始 気仙沼線BRTの松岩－不動の沢間が専用道」『三陸新報』2020年3月16日。オリジナルの2020年3月17日時点におけるアーカイブ。2020年3月19日閲覧。

### 利用状況

#### 鉄道
1. ↑  「JR東日本：各駅の乗車人員（2000年度）」東日本旅客鉄道。2025年7月30日閲覧。
2. ↑  「JR東日本：各駅の乗車人員（2001年度）」東日本旅客鉄道。2025年7月30日閲覧。
3. ↑  「JR東日本：各駅の乗車人員（2002年度）」東日本旅客鉄道。2025年7月30日閲覧。
4. ↑  「JR東日本：各駅の乗車人員（2003年度）」東日本旅客鉄道。2025年7月30日閲覧。
5. ↑  「JR東日本：各駅の乗車人員（2004年度）」東日本旅客鉄道。2025年7月30日閲覧。
6. ↑  「JR東日本：各駅の乗車人員（2005年度）」東日本旅客鉄道。2025年7月30日閲覧。
7. ↑  「JR東日本：各駅の乗車人員（2006年度）」東日本旅客鉄道。2025年7月30日閲覧。
8. ↑  「JR東日本：各駅の乗車人員（2007年度）」東日本旅客鉄道。2025年7月30日閲覧。
9. ↑  「JR東日本：各駅の乗車人員（2008年度）」東日本旅客鉄道。2025年7月30日閲覧。
10. ↑  「JR東日本：各駅の乗車人員（2009年度）」東日本旅客鉄道。2025年7月30日閲覧。
11. ↑  「JR東日本：各駅の乗車人員（2010年度）」東日本旅客鉄道。2025年7月30日閲覧。

#### BRT
1. 1 2  「BRT駅別乗車人員（2023年度）| 企業サイト：JR東日本」東日本旅客鉄道。2025年7月30日閲覧。
2. ↑  「BRT駅別乗車人員（2013年度）：JR東日本」東日本旅客鉄道。2025年7月30日閲覧。
3. ↑  「BRT駅別乗車人員（2014年度）：JR東日本」東日本旅客鉄道。2025年7月30日閲覧。
4. ↑  「BRT駅別乗車人員（2015年度）：JR東日本」東日本旅客鉄道。2025年7月30日閲覧。
5. ↑  「BRT駅別乗車人員（2016年度）：JR東日本」東日本旅客鉄道。2025年7月30日閲覧。
6. ↑  「BRT駅別乗車人員（2017年度）：JR東日本」東日本旅客鉄道。2025年7月30日閲覧。
7. ↑  「BRT駅別乗車人員（2018年度）：JR東日本」東日本旅客鉄道。2025年7月30日閲覧。
8. ↑  「BRT駅別乗車人員（2019年度）：JR東日本」東日本旅客鉄道。2025年7月30日閲覧。
9. ↑  「BRT駅別乗車人員（2020年度）| 企業サイト：JR東日本」東日本旅客鉄道。2025年7月30日閲覧。
10. ↑  「BRT駅別乗車人員（2021年度）| 企業サイト：JR東日本」東日本旅客鉄道。2025年7月30日閲覧。
11. ↑  「BRT駅別乗車人員（2022年度）| 企業サイト：JR東日本」東日本旅客鉄道。2025年7月30日閲覧。